# Cleistes castaneoides
Cleistes castaneoides é uma espécie de orquídea terrestre de folhas alternadas e flores grandes que abrem em sucessão, com raízes tuberosas delicadas, habitante de quase todo o território brasileiro.